# 川辺郵便局 (鹿児島県)
川辺郵便局（かわなべゆうびんきょく）は鹿児島県南九州市川辺町平山にある郵便局。民営化前の分類では集配普通郵便局であった。

## 概要
住所：〒897-0299 鹿児島県南九州市川辺町平山6623
民営化直前の集配業務再編において、多くの集配普通郵便局は統括センターとなったが、当局は配達センターとされたため、民営化後も郵便事業株式会社の支店は併設されず、集配センターが併設された。

## 沿革
- 1882年（明治15年） - 川辺郵便局（五等）として開設[1]。
- 1885年（明治18年）10月1日 - 貯金取扱を開始。
- 1891年（明治24年）3月1日 - 為替取扱を開始。
- 1960年（昭和35年）1月19日 - 神殿郵便局から電話交換事務の取扱を移管[2]。
- 1962年（昭和37年）3月1日 - 特定郵便局から普通郵便局に局種別改定。
- 1970年（昭和45年）9月25日 - 電話交換業務を加世田電報電話局に移管。
- 2000年（平成12年）8月14日 - 外国通貨の両替および旅行小切手の売買に関する業務取扱を開始。
- 2007年（平成19年）2月11日 - 勝目郵便局から集配業務を移管[3]。
- 2007年（平成19年）10月1日 - 民営化に伴い、併設された郵便事業加世田支店川辺集配センターに一部業務を移管。
- 2012年（平成24年）10月1日 - 日本郵便株式会社発足に伴い、郵便事業加世田支店川辺集配センターを川辺郵便局に統合。

## 取扱内容
- 郵便、印紙、ゆうパック、内容証明
- 貯金、為替、振替、振込、国際送金、国債、投資信託
- 生命保険、バイク自賠責保険、自動車保険
- 地方公共団体事務（川辺町入場券の販売）
- 宝くじの販売
- ゆうちょ銀行ATM
- 南九州市内の一部地域の集配業務

## 周辺
- 南九州市立川辺小学校
- 国道225号
- 万之瀬川

## アクセス
- 鹿児島交通バス 広瀬橋もしくは川辺本町停留所下車、ひまわりバス 横手町停留所下車
- 指宿スカイライン 川辺ICから南西へ約11.5km
- 駐車場あり：8台